# جمیل‌لی (کلبجر)
جمیل‌لی (ترکی آذربایجانی: Cəmilli) یک منطقهٔ مسکونی در جمهوری آرتساخ است که در استان شاهومیان واقع شده‌است.